# Lenguas jarawanas
Las lenguas jarawanas son un continuo geolectal de variedades bantoides meridiales estrechamente emparentadas, cuya clasificación es dudosa, de acuerdo a algunos autores forman un grupo bantú divergente para otros es una rama del bantoide meridional. Blench (2011) considera que con total seguridad, el grupo puede incluirse entre las lenguas bantúes de la zona A.60 (en la clasificación de Guthrie), que forman parte de las lenguas mbam.

## Lenguas del grupo
La clasificación del jarawano de acuerdo con Blench (2011) es:
- Mboa (Mbonga) (extinto)
- Nagumi (Ngong) (extinto)
- Jarawano de Nigeria
  - Numano
    - 'Bile
    - Mbula-Bwazza (complejo dialectal)

  - Mama
  - Lame (complejo dialectal)-Gwa
  - Kulung
  - Jaku-Gubi: Shiki, Dulbu, Labir
  - Jarawa (complejo dialectal)